# Above Par

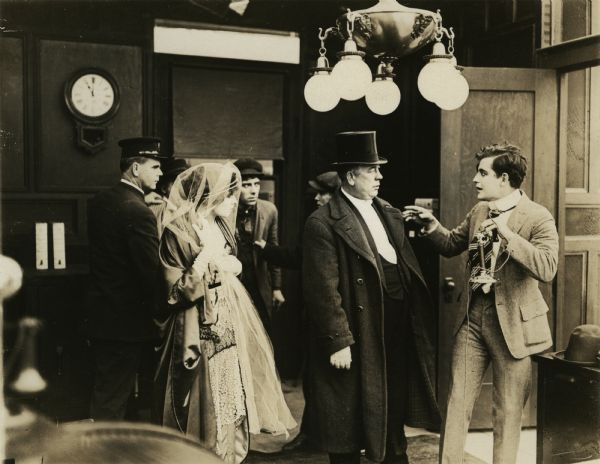
Scène du film Above Par

Above Par est un film américain sorti en 1915.

## Fiche technique
- Réalisateur : inconnu
- Production :  Reliance Film Company
- Durée : une bobine
- Date de sortie : 19 février 1915

## Distribution
- W. E. Lawrence : Dick Carson
- Billie West : Ruth Berry
- William H. Brown : Berry